# SG-jern
SG-jern står for sfærisk grafit jern og er en type støbejern med meget stor styrke. Sfærisk betyder kugleformet, og navnet hentyder til at grafitten i jernet ligger i kugler, i stedet for at ligge i grafit flager, som det gør i gråt støbejern. Grunden til at grafitten kommer til at ligger i kugler, i stedet i flager, som i gråt støbejern, er fordi man tilsætter magnesium til jernet mens det stadig er varmt. Det meste af magnesiummet fordamper dog igen, i det magnesiums kogepunkt ligger omkring 1100 grader, og det flydende jern er ca. 1450 grader. Dog er tilsætningen magnesium ikke rent, men i form af legeringer, kan mængden af nikkel og silicium derfor stige. SG-jern ligner, på indholdet af legeringsstoffer, meget gråt støbejern, dog med den forskel at SG-jern indeholder mindre svovl end gråt støbejern. SG-jern fremstilles for det meste i elektriske induktionsovne. 
SG-jern har en stor styrke, og mange af dens mekaniske egenskaber ligner næsten stål. Nogle af SG-jerns egenskaber er faktisk bedre end ståls. Det drejer sig om SG-jerns støbelighed. Der er forskel på jernets mekaniske egenskaber, alt afhængig af hvor meget af jernet der består af perlit og hvor meget det består af ferrit. Det gælder at jo mere perlit i forhold til ferrit, jo stærkere er jernet. SG-jern kan også være en deltager i en legering. Et eksempel på en legering er at tilsætte 18-35 % nikkel og 1-4 % chrom. Denne legering kaldes Ni-Resist-jern, og bruges til pumper, rør m.m. Alm. SG-jern anvendes bl.a. til hjulophæng, turboladere, hydraulikkomponenter og tandhjul. 
Når man arbejder med SG-jern, skal man være opmærksom på at undgå udvikling af giftgassen fosfin (hydrogenphosphid). Gassen udvikles, når SG-jernets indhold af magnesium og fosfor kommer i forbindelse med vand. Køle-smøremidlet bør derfor indeholde et additiv, som modvirker udvikling af fosfingas. En ubehagelig lugt ved bearbejdning i SG-jern kan være tegn på, at der udvikles giftdampe. Lugter der af rådden fisk (karbid-lugt), når der bearbejdes i SG-jern, er det sandsynligt, at SGjernet udvikler giftdampe, den såkaldte fosfingas. 
Indånding af fosfingas i høje koncentrationer kan medføre døden. Arbejdstilsynet har derfor fastlagt en grænseværdi, der maksimalt tillader luften at indeholde 0,15 mg fosfingas pr. kubikmeter luft. Der er imidlertid også indikationer på, at der ved mindre indhold af fosfingas kan opstå mavebesvær, hovedpine og svimmelhed.
Fosfingas kan give mavebesvær, hovedpine og svimmelhed Løsningen er en kombination af effektiv udsugning og et køle-smøremiddel, der indeholder et antifosfin additiv, et stof, der modvirker udvikling af fosfingas under skæring.
Ved bearbejdning af SG-jern skal der altid mindst være punktudsugning. Det har vist sig, at fosfin kan forekomme i så store mængder, at ikke alene den, der foretager bearbejdningen, er udsat, men også andre i nærheden, f.eks. er den, der transporterer spånerne væk, udsat for påvirkningen af fosfin.
SG-jern kaldes også for GGG40, GGG50, GGG60 og GGG70